# Quốc gia Haiti
Quốc gia Haiti (Pháp: État d'Haïti, Haiti: Leta an Ayiti) là tên gọi của quốc gia ở miền bắc Haiti. Quốc gia này được tạo ra vào ngày 17 tháng 10 năm 1806 sau khi lật đổ Đế quốc Haiti từ sau vụ ám sát Hoàng đế Jacques I. Quốc gia Haiti miền bắc nằm dưới sự cai trị của Henri Christophe lúc đầu là Trưởng quan Chính phủ Lâm thời Haiti từ ngày 17 tháng 10 năm 1806 cho đến ngày 17 tháng 2 năm 1807 khi ông trở thành Tổng thống Quốc gia Haiti. Hiến pháp năm 1807 dành cho Quốc gia Haiti đã biến chức vụ tổng thống thành vị trí suốt đời với quyền được bổ nhiệm người kế nhiệm mình. Ngày 28 tháng 3 năm 1811, Tổng thống Henri đã tự xưng là Vua Henry I, do đó giải thể Quốc gia Haiti và lập nên Vương quốc Haiti.
Năm 1806 Alexandre Pétion trở thành tổng thống của Cộng hòa Haiti miền nam và cai trị trong nhiều năm. Người kế nhiệm ông là Jean-Pierre Boyer, về sau đã hợp nhất cả hai miền đất nước sau cái chết của Henry I và con trai của ông này vào năm 1820.